# 13 września
13 września jest 256. (w latach przestępnych 257.) dniem w kalendarzu gregoriańskim. Do końca roku pozostaje 109 dni.

## Święta
- Imieniny obchodzą: Aleksander, Amat, Apolinary, Aureliusz, Dobielut, Eugenia, Eulogia, Eulogiusz, Filip, Genadia, Jan Chryzostom, Julian, Litoriusz, Makrobiusz, Maria, Mauryliusz i Morzysław.
- Programiści – Dzień Programisty (z wyjątkiem lat przestępnych, kiedy to wypada 12 września)
- Wspomnienia i święta w Kościele katolickim[1][2] obchodzą:
  - św. Eulogiusz Aleksandryjski (patriarcha Aleksandrii) (również 13 lutego)
  - św. Jan Chryzostom (biskup i doktor Kościoła)
  - bł. Maria od Jezusa López de Rivas (karmelitanka)

## Wydarzenia w Polsce
- 1195 – Nad Mozgawą w Małopolsce została stoczona jedna z najkrwawszych bitew okresu rozbicia dzielnicowego pomiędzy oddziałami Mieszka III Starego i wojewody krakowskiego Mikołaja.
- 1309 – W Myśliborzu Krzyżacy zawarli układ z Brandenburgią, na mocy którego zakupili za 10 tysięcy grzywien fikcyjne prawa do Pomorza Gdańskiego, uzyskane przez Brandenburgię od króla Węgier i Czech oraz tytularnego króla Polski Wacława III.
- 1353 – Nowe Miasto Lubawskie uzyskało prawa miejskie.
- 1406 – We Wrocławiu doszło do buntu mieszczaństwa.
- 1431 – Wojna polsko-krzyżacka: zwycięstwo wojsk polskich w bitwie pod Dąbkami.
- 1433 – Wojna polsko-krzyżacka: w zdobytym przez wojska polsko-czeskie zamku w Jasińcu podpisano rozejm z zakonem krzyżackim, który obowiązywał do Bożego Narodzenia.
- 1443 – Koniecpol uzyskał prawa miejskie.
- 1506 – Zygmunt I Stary został obrany przez litewską radę wielkoksiążęcą na wielkiego księcia litewskiego.
- 1562 – Książęta i bojarzy Wielkiego Księstwa Litewskiego na sejmie polowym pod Witebskiem zatwierdzili propozycję nowej unii państwowej z Polską i przesłali ją wielkiemu księciu.
- 1637 – Cecylia Renata Habsburżanka, poślubiona dzień wcześniej żona króla Władysława IV Wazy, została koronowana w kościele św. Jana w Warszawie na królową Polski.
- 1732 – Rosja, Austria i Prusy zawarły Traktat Loewenwolda (tzw. „przymierze trzech czarnych orłów”), dotyczący sukcesji tronu polskiego po oczekiwanej wkrótce śmierci ciężko chorego króla Augusta II Mocnego.
- 1764 – Stanisław August Poniatowski podpisał pacta conventa dotyczące osobistych zobowiązań króla.
- 1769 – Konfederacja barska: zwycięstwo wojsk rosyjskich w bitwie pod Orzechowem.
- 1865 – Na filarze Mostu Kierbedzia w Warszawie wyznaczono komisyjnie układ wysokości Zero Wisły.
- 1866 – Józef Dietl został prezydentem Krakowa.
- 1900 – Cesarz Austrii Franciszek Józef I zagroził deputacji polskiej utratą autonomii Galicji w razie dalszych roszczeń niepodległościowych.
- 1902 – Sąd polubowny rozstrzygnął na rzecz Austrii spór z Węgrami o Morskie Oko.
- 1921 – Upadł pierwszy rząd Wincentego Witosa.
- 1925 – Otwarto Port lotniczy Łódź-Lublinek.
- 1926 – Minister Komunikacji Paweł Romocki podpisał ze Stocznią Cesarską w Gdańsku umowę na budowę dwóch statków pasażersko-salonowych, późniejszych SS „Gdynia” i SS „Gdańsk”.
- 1934 – Polska wypowiedziała tzw. mały traktat wersalski.
- 1936 – W rozegranym w Warszawie towarzyskim meczu piłkarskim reprezentacja Polski zremisowała z Niemcami 1:1.
- 1938 – Prezydent RP Ignacy Mościcki rozwiązał Sejm i Senat.
- 1939 – Kampania wrześniowa:
  - Bombardowanie Frampola.
  - Pociąg z 75 tonami złota z rezerw Banku Polskiego przekroczył granicę polsko-rumuńską w Śniatyniu. Ładunek poprzez Konstancę, Stambuł i Bejrut dotarł 5 października do francuskiego Tulonu.
  - Polskie trałowce ustawiły zagrodę minową na południe od Helu.
  - Stoczono bitwy pod Krzywczą, Mińskiem Mazowieckim i Sochaczewem.
  - W Cecylówce Głowaczowskiej w powiecie kozienickim Niemcy zamordowali co najmniej 54 mężczyzn.
  - W nocy z 13 na 14 września w Zambrowie Niemcy zamordowali 200 polskich jeńców.
  - Zajęcie Stryja przez Ukraińców.
  - Z więzienia w Brześciu nad Bugiem został zwolniony jeden z przywódców Organizacji Ukraińskich Nacjonalistów Stepan Bandera, odbywający wyrok dożywotniego pozbawienia wolności za współudział w zamachu na ministra spraw wewnętrznych Bronisława Pierackiego w 1934 roku.
- 1942 – Z obozu zagłady w Treblince, uciekł Abraham Krzepicki[3].
- 1944:
  - 44. dzień powstania warszawskiego: po raz pierwszy od początku powstania samoloty radzieckie dokonały zrzutów broni i żywności nad terenem Śródmieścia. Niemcy wysadzili mosty na Wiśle.
  - Armia Czerwona zajęła Łomżę.
  - Zakończyła się bitwa pod Ewiną (powiat radomszczański) między 3. Brygadą Armii Ludowej a przeważającymi oddziałami niemieckimi.
- 1946:
  - W więzieniu przy ul. Montelupich w Krakowie został stracony nazistowski zbrodniarz Amon Göth.
  - Wydano dekret o wyłączeniu ze społeczeństwa polskiego osób narodowości niemieckiej.
- 1971 – Prześladowany w kraju ze względów politycznych Eugeniusz Pieniążek przekroczył nielegalnie granicę na własnej konstrukcji jednoosobowym samolocie Kukułka i przez Słowację i Węgry dotarł do Suboticy w Jugosławii.
- 1973 – Telewizja Polska wyemitowała premierowy odcinek serialu telewizyjnego Stawiam na Tolka Banana w reżyserii Stanisława Jędryki.
- 1982 – Premiera filmu Konopielka w reżyserii Witolda Leszczyńskiego.
- 1993 – W krypcie archikatedry warszawskiej pochowano sprowadzone ze Szwajcarii prochy byłego prezydenta RP Ignacego Mościckiego.
- 1995 – Legia Warszawa, jako pierwszy polski klub piłkarski, wystąpiła w fazie grupowej Ligi Mistrzów UEFA, wygrywając u siebie z norweskim Rosenborgiem Trondheim 3:1.
- 1998 – Rosjanin Siergiej Iwanow wygrał 55. Tour de Pologne.
- 2004:
  - Czech Ondřej Sosenka wygrał 61. Tour de Pologne.
  - Rozpoczęto budowę nowego gmachu Opery Krakowskiej.
- 2006 – Doszczętnie spłonęła zabytkowa cerkiew w Komańczy.
- 2013 – W katastrofie prywatnego śmigłowca Robinson R44 w okolicy miejscowości Stara Kiszewa w województwie pomorskim zginęły 3 osoby.
- 2022 – Odsłonięto pomnik Gerarda Cieślika przy Stadionie Śląskim w Chorzowie.

## Wydarzenia na świecie
- 509 p.n.e. – Konsekracja świątyni Jowisza Kapitolińskiego w Rzymie.
- 533 – Wojna Cesarstwa Bizantyńskiego z Wandalami: zwycięstwo wojsk bizantyńskich w bitwie pod Ad Decimum.
- 604 – Sabinian został wybrany na papieża.
- 1015 – Wojna polsko-niemiecka: 7-tysięczna armia polska dowodzona przez księcia Mieszka II Lamberta przeprawiła się przez Łabę i przystąpiła do oblężenia Miśni, bronionej przez grafa Hermana. Gród został uratowany przez wylew rzeki.
- 1333 – Rozpoczęto budowę katedry w Królewcu.
- 1376 – Grzegorz XI opuścił Awinion, kończąc tzw. niewolę awiniońską papieży.
- 1501 – Michał Anioł rozpoczął pracę nad rzeźbą Dawida.
- 1502 – Wojna inflancko-rosyjska: zwycięstwo wojsk inflanckich w bitwie nad jeziorem Smolina.
- 1515 – Wojny włoskie: zwycięstwo wojsk francuskich nad siłami kantonów szwajcarskich w bitwie pod Marignano.
- 1548 – Przyszły cesarz rzymski Maksymilian II Habsburg poślubił w Madrycie infantkę hiszpańską Marię.
- 1584 – Zakończono budowę Escorialu pod Madrytem.
- 1598 – Filip III Habsburg został królem Hiszpanii i Portugalii (jako Filip II).
- 1691 – Wojna polsko-turecka: zwycięstwo wojsk polskich pod wodzą króla Jana III Sobieskiego w bitwie pod Pererytą w czasie wyprawy mołdawskiej.
- 1692 – Trzęsienie ziemi zniszczyło miasto Esteco w północno-zachodniej Argentynie.
- 1745 – Franciszek I Lotaryński został wybrany na cesarza rzymsko-niemieckiego.
- 1759 – Wojna siedmioletnia: zwycięstwo wojsk brytyjskich nad francuskimi w bitwie na Równinie Abrahama w Quebecu.
- 1782 – Wojna o niepodległość Stanów Zjednoczonych: podczas wielkiego oblężenia Gibraltaru wojska francusko-hiszpańskie rozpoczęły nieudany szturm generalny.
- 1791 – Król Francji Ludwik XVI podpisał nową konstytucję.
- 1793 – I koalicja antyfrancuska: zwycięstwo wojsk francuskich nad austriacko-holenderskimi w bitwie pod Menin.
- 1814 – Wojna brytyjsko-amerykańska: zwycięstwo wojsk amerykańskich w bitwie pod Baltimore.
- 1832 – W Petersburgu zwodowano fregatę „Pałłada”.
- 1847 – Wojna amerykańsko-meksykańska: zwycięstwo wojsk amerykańskich w bitwie pod Chapultepec.
- 1848 – W wyniku przedwczesnej eksplozji w trakcie przygotowywania ładunku wybuchowego na trasie budowy kolei w pobliżu miasteczka Cavendish w amerykańskim stanie Vermont 25-letni Phineas Gage doznał poważnego uszkodzenia mózgu, gdy stalowy pręt przebił na wylot jego czaszkę, niszcząc znaczną część płatów czołowych. Według wielu relacji wydarzenie to zmieniło znacząco jego cechy osobowości i temperament.
- 1850 – Brytyjski astronom John Russell Hind odkrył planetoidę (12) Victoria.
- 1860 – Z balonu unoszącego się nad Bostonem wykonano najstarsze zachowane do dziś zdjęcie lotnicze.
- 1862 – Wojna secesyjna: zwycięstwo Konfederatów w bitwie pod Charleston.
- 1868 – Kanadyjski astronom James Watson odkrył planetoidę (104) Klymene.
- 1877 – X wojna rosyjsko-turecka: rozpoczęła się III bitwa pod Szipką.
- 1880 – Wojna o saletrę: chilijski okręt wojenny „Covadonga” został zatopiony za pomocą peruwiańskiej wybuchowej łodzi-pułapki (brandera). Zginęło 32 członków załogi wraz z kapitanem, 29 zostało uratowanych przez korwetę „Pilcomayo”, a 48 trafiło do peruwiańskiej niewoli.
- 1882 – Zwycięstwo wojsk brytyjskich nad egipskimi powstańcami w bitwie pod Tel-el-Kebir.
- 1886 – Założono Amerykańskie Towarzystwo Filatelistyczne.
- 1890 – Brytyjczycy założyli Fort Salisbury (obecnie stolica Zimbabwe – Harare).
- 1898 – Niemieccy astronomowie Arnold Schwassmann i Max Wolf odkryli planetoidę (436) Patricia.
- 1899:
  - Brytyjski geograf Halford John Mackinder dokonał pierwszego wejścia na Mount Kenya.
  - Pierwsza w historii amerykańska śmiertelna ofiara wypadku samochodowego. 68-letni agent nieruchomości Henry Bliss zginął potrącony na ulicy w Nowym Jorku.
- 1902 – Założono francuski klub rugby union USA Perpignan.
- 1906 – W Paryżu Brazylijczyk Alberto Santos-Dumont po raz pierwszy w Europie oderwał się samolotem własnej konstrukcji od ziemi, pokonując odległość około 7 m.
- 1907 – Zwodowano francuski okręt podwodny „Circé”.
- 1916 – W Erwin w stanie Tennessee za zabicie pomocnika tresera została powieszona cyrkowa słonica Mary.
- 1921 – Wojna grecko-turecka: zwycięstwem wojsk tureckich zakończyła się bitwa nad rzeką Sakarya (23 sierpnia-13 września).
- 1922 – Wojna grecko-turecka: w zdobytej przez wojska tureckie Smyrnie (Izmirze) wybuchł wielki pożar dzielnicy chrześcijańskiej.
- 1923 – Gen. Miguel Primo de Rivera dokonał bezkrwawego zamachu stanu w Hiszpanii.
- 1926 – 26 osób zginęło w zderzeniu dwóch pociągów koło miasta Murrurundi w australijskim stanie Nowa Południowa Walia.
- 1931:
  - 22 osoby zginęły, a 120 zostało rannych w wyniku wybuchu bomby podłożonej przez 39-letniego mechanika Szilvesztra Matuskę na wiadukcie w Biatorbágy koło Budapesztu pod jadącym do Wiednia pociągiem ekspresowym.
  - Otwarto Stadion Artemio Franchiego we włoskiej Florencji.
  - Otwarto Stadion Geoffroya Guicharda we francuskim Saint-Étienne.
- 1936 – W wyniku osunięcia gruntu do jeziora Lovatnet w południowej Norwegii powstała fala tsunami o wysokości 70 m., która zabiła 74 osoby.
- 1937 – W Górach Orlickich rozpoczęto budowę (niedokończoną) Grupy Warownej Dobrošov, wchodzącej w skład czechosłowackich fortyfikacji.
- 1940:
  - II wojna światowa w Afryce: wojska włoskie zaatakowały Egipt.
  - Bitwa o Anglię: niemieckie bomby zniszczyły Pałac Buckingham w Londynie.
- 1941:
  - W Brahiniu koło Homla na Białorusi Niemcy zamordowali około 300 Żydów.
  - Wojna na Bałtyku: podczas pozorowanego niemiecko-fińskiego desantu na estońskich wyspach Hiuma i Sarema zatonął na minie fiński pancernik „Ilmarinen”, w wyniku czego zginęło 271 członków załogi.
- 1944 – Nalot bombowy Royal Air Force na Osnabrück, w wyniku którego spłonęła m.in. zabytkowa starówka.
- 1945 – Kapitulacja wojsk japońskich w Birmie i na Nauru.
- 1948:
  - Armia Indyjska rozpoczęła inwazję na muzułmańskie księstwo Hajdarabad w celu jego likwidacji i aneksji.
  - Po 20 tygodniach zakończył się strajk pracowników firmy Boeing.
- 1949 – Theodor Heuss został pierwszym prezydentem RFN.
- 1950 – Argentyński astronom Miguel Itzigsohn odkrył planetoidę (1589) Fanatica.
- 1955:
  - Podczas wizyty kanclerza RFN Konrada Adenauera w Moskwie zawarto porozumienie o nawiązaniu stosunków dyplomatycznych. Strona radziecka zobowiązała się do uwolnienia 10 tys. niemieckich jeńców wojennych.
  - Sa’id al-Ghazzi został po raz drugi premierem Syrii.
- 1959:
  - Heinrich Lübke został prezydentem RFN.
  - W Pekinie rozpoczęły się I Chińskie Igrzyska Narodowe.
- 1966 – John Vorster został premierem RPA.
- 1968 – Palestyńskie komando przeprowadziło atak na posterunek izraelskiej żandarmerii wojskowej w Banijas, zabijając 5 osób.
- 1969 – Wyemitowano premierowy odcinek kreskówki z serii Scooby Doo, gdzie jesteś?
- 1970:
  - Odbył się pierwszy Maraton Nowojorski.
  - W pożarze hotelu Ponet Square w Los Angeles zginęło 19 osób. 9 października pod zarzutem jego podpalenia został aresztowany jeden z ocalałych gości Alejandro C. Figueroa, następnie skazany na dożywocie.
- 1971:
  - W czasie tłumienia buntu w więzieniu w Attica w stanie Nowy Jork zginęło 11 zakładników i 32 więźniów.
  - Wyznaczony na następcę Mao Zedonga chiński polityk i wojskowy Lin Biao miał, według oficjalnej wersji, zginąć wraz z rodziną w katastrofie lotniczej nad Mongolią, podczas próby ucieczki do ZSRR po nieudanym spisku na życie Mao.
- 1972 – Nad Pacyfikiem uformował się tajfun Helen, który w ciągu 4 dni spowodował śmierć 87 osób w Japonii.
- 1974 – Terroryści z Japońskiej Armii Czerwonej wtargnęli do ambasady Francji w Hadze, biorąc 11 zakładników, w tym ambasadora i domagając się uwolnienia z francuskiego więzienia jednego z członków organizacji.

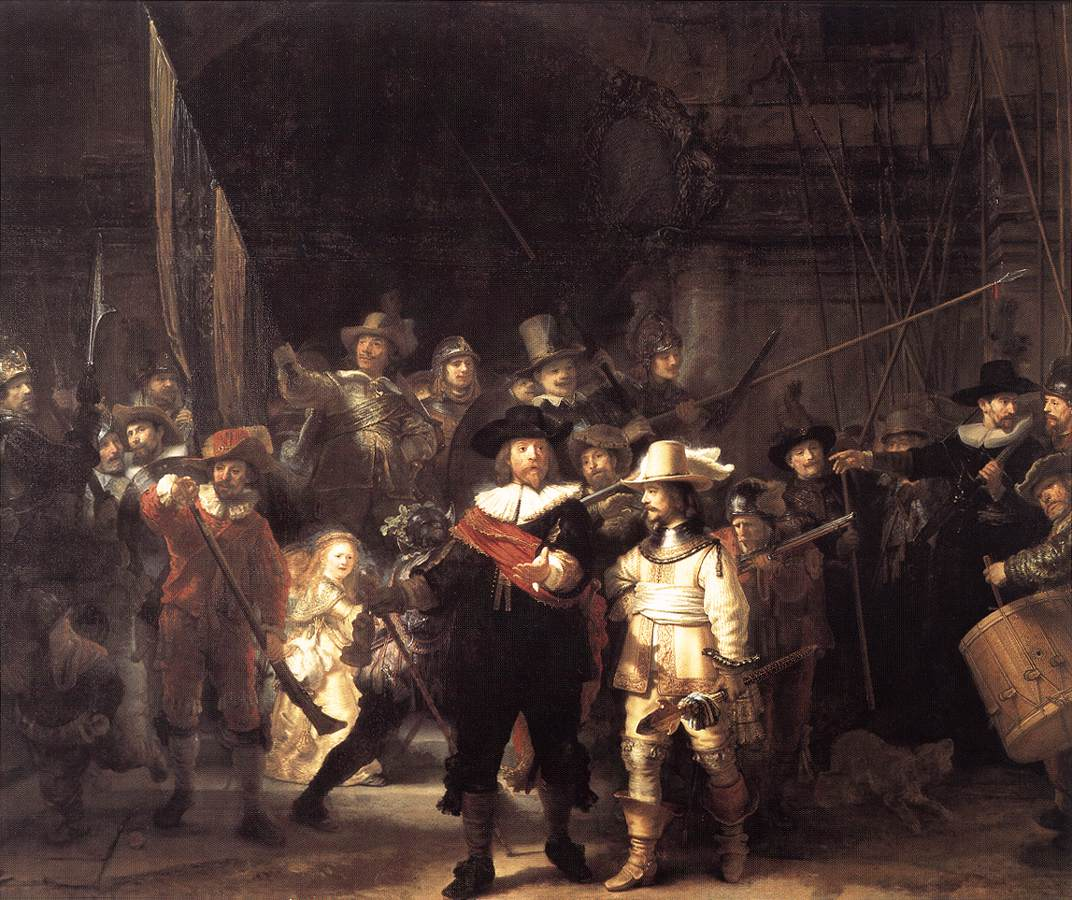
Straż nocna Rembrandta – płótno częściowo zniszczone w 1975 roku

- 1975 – W muzeum w Amsterdamie szaleniec zniszczył obraz Rembrandta Straż nocna.
- 1978 – Lech Poznań w swoim pierwszym meczu w europejskich pucharach przegrał na wyjeździe z niemieckim MSV Duisburg 0:5.
- 1979 – Bantustan Venda uzyskał niepodległość. Powrócił do RPA w 1994 roku.
- 1982:
  - Radziecka interwencja w Afganistanie: 105 mieszkańców wioski Padkwab-e Szana zostało spalonych żywcem przez żołnierzy radzieckich.
  - W wypadku samochodowym została ciężko ranna księżna Monako i była amerykańska aktorka Grace Grimaldi. W wyniku odniesionych obrażeń zmarła następnego dnia.
- 1984 – Szimon Peres został po raz drugi premierem Izraela.
- 1985 – Premiera najlepiej sprzedającej się gry wideo w historii Super Mario Bros.
- 1987 – Doszło do skażenia jądrowego częścią aparatu do radioterapii wyniesioną ze szpitala w brazylijskim mieście Goiânia, w wyniku czego zmarły 4 osoby, a 22 zostały napromieniowane.
- 1988 – Ukazał się album New Jersey amerykańskiej grupy Bon Jovi.
- 1989 – Ukazał się album Tiny Turner Foreign Affair.
- 1990 – Ministrowie spraw zagranicznych ZSRR Eduard Szewardnadze i RFN Hans-Dietrich Genscher podpisali w Moskwie układ o przyjaźni.
- 1991 – ZSRR i USA uzgodniły wstrzymanie dostaw broni dla stron wojny domowej w Afganistanie.
- 1993 – Szef OWP Jaser Arafat i premier Izraela Icchak Rabin podpisali w Waszyngtonie układ przewidujący utworzenie Autonomii Palestyńskiej.
- 1995 – Amerykańska telewizja CBS wyemitowała pierwszy odcinek serialu obyczajowego Central Park West.
- 1999 – 118 osób zginęło, a ponad 200 zostało rannych w zamachu bombowym na blok mieszkalny w Moskwie.
- 2000:
  - Hiszpańskie i francuskie służby bezpieczeństwa przeprowadziły operację, w wyniku której aresztowano 36 kluczowych członków baskijskiej separatystycznej organizacji ETA.
  - W wyniku wybuchu samochodu-pułapki przed budynkiem giełdy papierów wartościowych w Dżakarcie zginęło 15 osób.
- 2003 – Ponad 100 osób zginęło w Korei Południowej po przejściu huraganu Maemi.
- 2004 – Nad Atlantykiem uformował się huragan Jeanne, który w następnych dniach spowodował śmierć 3037 osób, z czego 3006 na Haiti. Ponadto poszkodowane zostały Portoryko, Dominikana i USA.
- 2006 – 2 osoby zginęły (w tym napastnik zastrzelony przez policję), a 19 zostało rannych w strzelaninie w Dawson College w Montrealu.
- 2008 – 30 osób zginęło, a 90 zostało rannych w serii zamachów bombowych w Nowym Delhi.
- 2009:
  - 38 osób zginęło w pożarze szpitala w kazachskim mieście Tałdykorgan.
  - Giorgio Napolitano jako pierwszy w historii prezydent Włoch przybył z wizytą do Korei Południowej.
  - W finale rozgrywanych w Turcji XXVI Mistrzostw Europy polscy siatkarze pokonali Francuzów 3:1.
- 2010 – 17 osób zginęło, a 34 zostały ranne w katastrofie lotu Conviasa 2350 w wenezuelskim Ciudad Guayana.
- 2013:
  - 30 osób zginęło, a 25 zostało rannych w eksplozji dwóch przydrożnych bomb przy sunnickim meczecie w irackim mieście Bakuba.
  - 37 osób zginęło w pożarze szpitala psychiatrycznego w miejscowości Łuka w rosyjskim obwodzie nowogrodzkim.
- 2015 – W czasie pościgu za dżihadystami na Pustyni Libijskiej egipskie siły bezpieczeństwa omyłkowo ostrzelały konwój z meksykańskimi turystami, zabijając 12 i raniąc 10 osób.
- 2017 – Podczas sesji MKOl w Limie ogłoszono, że gospodarzem XXXIII Letnich Igrzysk Olimpijskich w roku 2024 będzie Paryż, a XXXIV Letnich Igrzysk Olimpijskich w roku 2028 Los Angeles.
- 2018 – Marjan Šarec został premierem Słowenii.
- 2022:
  - 22-letnia Mahsa Amini została brutalnie pobita w Teheranie przez irańską policję obyczajową za nieprzestrzeganie przepisów dotyczących stroju. W wyniku odniesionych obrażeń trafiła do szpitala, gdzie zmarła 16 września, co doprowadziło do wybuchu protestów społecznych.
  - William Ruto został prezydentem Kenii.

## Eksploracja kosmosui zdarzenia astronomiczne
- 1959 – Radziecka sonda Łuna 2 jako pierwszy ziemski obiekt dotarła na Księżyc, rozbijając się o jego powierzchnię.
- 1961 – Wystrzelono amerykański bezzałogowy statek kosmiczny Mercury-Atlas 4.
- 2008 – W gwiazdozbiorze Erydanu zarejestrowano najodleglejszy (12,8 mld lat świetlnych) rozbłysk gamma.

## Urodzili się
- 64 – Julia Titi, córka cesarza rzymskiego Tytusa Flawiusza (zm. 90)
- 786 – Al-Mamun, kalif z dynastii Abbasydów (zm. 833)
- 1087 – Jan II Komnen, cesarz bizantyński (zm. 1143)
- 1475 – Cezar Borgia, książę Romanii, kondotier (zm. 1507)
- 1501 – Katarzyna Cybo, włoska arystokratka (zm. 1557)
- 1502 – John Leland, angielski poeta, historiograf (zm. 1552)
- 1520 – William Cecil, angielski arystokrata, polityk (zm. 1598)
- 1560 – Benedykt z Urbino, włoski kapucyn, błogosławiony (zm. 1625)
- 1594 – Francesco Manelli, włoski kompozytor (zm. 1667)
- 1601 – Jan Brueghel (młodszy), flamandzki malarz (zm. 1678)
- 1604 – William Brereton, angielski generał, polityk, pisarz (zm. 1661)
- 1630 – Olof Rudbeck starszy, szwedzki humanista, lekarz (zm. 1702)
- 1641 – Johann Christoph Bekmann, niemiecki historyk, kronikarz, bibliotekarz, teolog, wykładowca akademicki (zm. 1717)
- 1673 – Franz Retz, czeski jezuita, przełożony generalny Towarzystwa Jezusowego (zm. 1750)
- 1676 – Elzbieta Charlotta, księżniczka orleańska, księżna lotaryńska i cieszyńska (zm. 1744)
- 1717 – Axel Gabriel Leijonhufvud, szwedzki baron, dworzanin, polityk, wojskowy, patron sztuk (zm. 1789)
- 1734 – Thomas Thynne, brytyjski arystokrata, polityk (zm. 1796)
- 1739 – Jan Krzysztof Kluk, polski duchowny katolicki, botanik, entomolog, przyrodnik (zm. 1796)
- 1749 – Cyprian Odyniec, polski duchowny katolicki, jezuita, biskup pomocniczy mohylewski (zm. 1811)
- 1750:
  - Giuseppe Albani, włoski kardynał, dyplomata (zm. 1834)
  - Friedrich von Buxhoeveden, rosyjski generał pochodzenia niemiecko-bałtyckiego (zm. 1811)
- 1762 – Merlin de Thionville, francuski polityk, rewolucjonista (zm. 1833)
- 1766:
  - Jean Falba, francuski oficer marynarki wojennej (zm. 1848)
  - Samuel Wilson, amerykański masarz znany jako Wuj Sam (zm. 1854)
- 1775:
  - Laura Secord, kanadyjska patriotka, bohaterka narodowa (zm. 1868)
  - Mateusz Maurycy Wojakowski, polski duchowny katolicki, sufragan i administrator diecezji lubelskiej (zm. 1845)
- 1786 – Ludwik Łętowski, polski duchowny katolicki, biskup pomocniczy krakowski, historyk, literat, polityk (zm. 1868)
- 1789 – Mateusz Eustachy Lubowidzki, polski polityk, wiceprezydent Warszawy, senator Królestwa Kongresowego, członek Rady Stanu Królestwa Polskiego (zm. 1874)
- 1799 – Charles Poulett Thomson, brytyjski arystokrata, polityk kolonialny (zm. 1841)
- 1800 – David Stewart, amerykański polityk, senator (zm. 1858)
- 1801 – Stefan Witwicki, polski poeta, publicysta (zm. 1847)
- 1802 – Arnold Ruge, niemiecki filozof, pisarz (zm. 1880)
- 1803:
  - Jean Ignace Isidore Gérard, francuski grafik, ilustrator, karykaturzysta (zm. 1847)
  - Maurycy Mochnacki, polski pianista, polityk, publicysta, uczestnik i kronikarz powstania listopadowego (zm. 1834)
- 1813 – Auguste Maquet, francuski pisarz, historyk (zm. 1888)
- 1814:
  - Nicolaas Beets, holenderski prozaik, poeta (zm. 1903)
  - Nikodem Pęczarski, polski fizyk, matematyk, encyklopedysta (zm. 1877)
- 1817 – John M. Palmer, amerykański polityk, senator (zm. 1900)
- 1818 – Alexander Evans, amerykański prawnik, polityk (zm. 1888)
- 1819 – Clara Schumann, niemiecka kompozytorka, pianistka (zm. 1896)
- 1825 – Francisco Lameyer y Berenguer, hiszpański malarz, rytownik (zm. 1877)
- 1828:
  - Solange Dudevant, francuska pisarka (zm. 1899)
  - Leon Redner, niemiecki duchowny katolicki, biskup chełmiński (zm. 1898)
  - Michalina Rogalewiczówna, polska działaczka niepodległościowa (zm. 1846)
- 1830 – Marie von Ebner-Eschenbach, austriacka pisarka (zm. 1916)
- 1832 – Ludwik Rzepecki, polski księgarz, wydawca, nauczyciel (zm. 1894)
- 1833 – Helena Załuska, polska posiadaczka ziemska (zm. 1892)
- 1838 – Stanisław Loewenhardt, polski lekarz, przyrodnik, uczestnik powstania styczniowego, emigrant (zm. 1915)
- 1840 – Walery Eljasz-Radzikowski, polski malarz, działacz tatrzański (zm. 1905)
- 1841 – Konstanty Damrot, polski duchowny katolicki, poeta, prozaik, działacz górnośląski (zm. 1895)
- 1842:
  - John H. Bankhead, amerykański polityk, senator (zm. 1920)
  - Ödön Mihalovich, węgierski kompozytor, pedagog (zm. 1929)
  - Jan Puzyna, polski duchowny katolicki, biskup krakowski, kardynał, książę (zm. 1911)
- 1843 – Louis Duchesne, francuski duchowny katolicki, filolog, historyk, wykładowca akademicki (zm. 1922)
- 1844 – Anna Lea Merritt, amerykańska malarka, pisarka, publicystka (zm. 1930)
- 1846 – Władimir Baranowski, rosyjski konstruktor broni artyleryjskiej pochodzenia polskiego (zm. 1879)
- 1847 – Aurelia Duczymińska, polska ziemianka, działaczka społeczna i oświatowa (zm. po 1931)
- 1849 – Bernard Loder, holenderski prawnik (zm. 1935)
- 1850 – Aleksander Jan Janasz, polski ziemianin, działacz społeczny pochodzenia żydowskiego (zm. 1930)
- 1851 – Walter Reed, amerykański lekarz, biolog (zm. 1902)
- 1853:
  - Hans Christian Gram, duński bakteriolog (zm. 1938)
  - Pietro Monti, włoski duchowny katolicki, biskup Tivoli, dyplomata papieski (zm. 1909)
  - Sofja Pierowska, rosyjska rewolucjonistka (zm. 1881)
  - Wacław Piskorski, polski białoskórnik (zm. 1928)
- 1855:
  - Wilhelm Apter, polski architekt pochodzenia żydowskiego (zm. 1916)
  - Ferdinand Goglia von Zlota Lipa, austro-węgierski generał (zm. 1941)
- 1856 – Ignaz Jastrow, niemiecki prawnik, historyk, polityk (zm. 1937)
- 1857 – Michał Drzymała, polski chłop (zm. 1937)
- 1858:
  - Piotr Nikolski, rosyjski dermatolog (zm. 1940)
  - Carl Harko von Noorden, niemiecki lekarz (zm. 1944)
  - Michał Rawita Witanowski, polski farmaceuta, krajoznawca, regionalista, historyk (zm. 1943)
  - Rudolf Zuber, polski geolog, podróżnik (zm. 1920)
- 1860:
  - Ralph Connor, kanadyjski pisarz (zm. 1937)
  - John Pershing, amerykański generał (zm. 1948)
- 1861 – Aniela Róża Godecka, polska zakonnica, Służebnica Boża (zm. 1937)
- 1862 – Leonard Brzeziński-Dunin, polski generał brygady (zm. 1941)
- 1863:
  - Arthur Henderson, brytyjski polityk, laureat Pokojowej Nagrody Nobla (zm. 1935)
  - Franz von Hipper, niemiecki admirał (zm. 1932)
  - Dmitrij Pietruszewski, rosyjski historyk, mediewista (zm. 1942)
  - William Gibson Spiller, amerykański neurolog (zm. 1940)
- 1866:
  - Adolf Meyer, szwajcarsko-amerykański psychiatra (zm. 1950)
  - Ole Østmo, norweski strzelec sportowy (zm. 1923)
  - Arthur Pollen, brytyjski przemysłowiec, wynalazca (zm. 1937)
- 1868:
  - Otokar Březina, czeski poeta, myśliciel, mistyk (zm. 1929)
  - Kazimierz Drogoszewski, polski entomolog, weterynarz (zm. 1940)
- 1869 – Ernest Albert Le Souef, australijski zoolog (zm. 1937)
- 1870 – Ludwik Batiz Sáinz, meksykański duchowny katolicki, męczennik, święty (zm. 1926)
- 1872:
  - Richard Gaze, niemiecki architekt (zm. 1943)
  - Bogusław Herse, polski przedsiębiorca, taternik (zm. 1943)
  - Kijūrō Shidehara, japoński polityk, dyplomata, tymczasowy premier Japonii (zm. 1951)
- 1873:
  - Constantin Carathéodory, niemiecki matematyk pochodzenia greckiego (zm. 1950)
  - George Washington Lambert, australijski malarz (zm. 1930)
- 1874:
  - Arnold Schönberg, austriacki kompozytor pochodzenia żydowskiego (zm. 1951)
  - Julian Sykała, polski działacz gospodarczy i oświatowy, polityk, poseł na Sejm RP (zm. 1925)
- 1876:
  - Sherwood Anderson, amerykański pisarz (zm. 1941)
  - Józef Domachowski, polski duchowny katolicki (zm. 1940)
- 1877:
  - Wilhelm Filchner, niemiecki odkrywca, podróżnik (zm. 1957)
  - Stanley Lord, amerykański oficer żeglugi (zm. 1962)
- 1878 – Maria Chełkowska, polska działaczka społeczna i polityczna, filantropka (zm. 1960)
- 1879:
  - Leo Buerger, amerykański patolog, chirurg, urolog pochodzenia austriackiego (zm. 1943)
  - Harry Burton, brytyjski egiptolog, fotograf (zm. 1940)
  - Artur Górski, polski pułkownik (zm. 1939)
  - Annie Kenney, brytyjska sufrażystka (zm. 1953)
- 1880:
  - Jesse Lasky, amerykański producent filmowy pochodzenia żydowskiego (zm. 1958)
  - Zofia Piramowicz, polska malarka, ilustratorka (zm. 1958)
  - Réginald Storms, belgijski strzelec sportowy (zm. 1948)
  - Marcel Van Crombrugge, belgijski wioślarz (zm. 1940)
- 1881 – Krsto Todorov-Zrnov Popović, czarnogórski dowódca wojskowy, działacz niepodległościowy (zm. 1947)
- 1882:
  - Ramón Grau San Martín, kubański polityk, prezydent Kuby (zm. 1969)
  - Carl Jansen, duński zapaśnik (zm. 1942)
  - Grzegorz (Kozyriew), rosyjski biskup prawosławny (zm. 1937)
- 1883:
  - Czesław Nanke, polski historyk (zm. 1950)
  - LeRoy Samse, amerykański lekkoatleta, tyczkarz (zm. 1956)
  - (lub 30 września) August Zaleski, polski polityk, minister spraw zagranicznych, prezydent RP na uchodźstwie (zm. 1972)
- 1884 – Franciszek Kwieciński, polski polityk, publicysta (zm. 1942)
- 1885:
  - John D. Beazley, brytyjski archeolog (zm. 1970)
  - Wilhelm Blaschke, austriacki matematyk (zm. 1962)
- 1886:
  - Edward Gibalski, polski działacz niepodległościowy, członek Organizacji Bojowej PPS, podporucznik Legionów Polskich (zm. 1915)
  - Robert Robinson, brytyjski chemik, laureat Nagrody Nobla (zm. 1975)
- 1887:
  - Lancelot Holland, brytyjski wiceadmirał (zm. 1941)
  - Janusz Olszamowski, polski porucznik kawalerii (zm. 1920)
  - Arno Philippsthal, niemiecki lekarz, ofiara nazizmu (zm. 1933)
  - Theodore Roosevelt Jr., amerykański generał brygady, pisarz, polityk (zm. 1944)
  - Leopold Ružička, szwajcarski chemik, wykładowca akademicki, laureat Nagrody Nobla pochodzenia chorwackiego (zm. 1976)
- 1888:
  - Wojciech Agenor Gołuchowski, polski hrabia, ziemianin, polityk, wojewoda lwowski, senator RP (zm. 1960)
  - Franciszek Kwiatkowski, polski jezuita, filozof (zm. 1948)
  - Emmanuił Kwiring, radziecki polityk pochodzenia niemieckiego (zm. 1937)
- 1889:
  - Michał Gwiazdowicz, polski polityk ludowy, pełnomocnik Rządu Tymczasowego RP na miasto Poznań i województwo poznańskie, wojewoda warszawski, poseł na Sejm Ustawodawczy (zm. 1962)
  - Pierre Reverdy, francuski poeta (zm. 1960)
- 1890 – Kazimierz Łukoski, polski generał brygady (zm. 1940)
- 1892 – Wiktoria Luiza, księżniczka pruska, księżna Brunszwiku i Hanoweru (zm. 1980)
- 1893 – Larry Shields, amerykański klarnecista jazzowy (zm. 1953)
- 1894:
  - Wanda Czarnocka-Karpińska, polska lekarka, taterniczka, alpinistka (zm. 1971)
  - John Boynton Priestley, brytyjski pisarz (zm. 1984)
  - Adam Szczerbowski, polski poeta, pedagog, krytyk literacki, tłumacz (zm. 1956)
  - Julian Tuwim, polski poeta, prozaik, autor tekstów piosenek, librett i skeczy, tłumacz pochodzenia żydowskiego (zm. 1953)
- 1895 – Morris Kirksey, amerykański lekkoatleta, sprinter, rugbysta (zm. 1981)
- 1896:
  - Stasys Raštikis, litewski generał, działacz emigracyjny, dziennikarz (zm. 1985)
  - Tadeusz Szeligowski, polski kompozytor, pedagog (zm. 1963)
- 1898:
  - Roger Désormière, francuski kompozytor, dyrygent (zm. 1963)
  - Kazimierz Jarocki, polski aktor (zm. 1970)
- 1899:
  - Grzegorz (Peradze), gruziński duchowny prawosławny, teolog, patrolog, święty (zm. 1942)
  - Bolko von Richthofen, niemiecki archeolog, działacz nazistowski (zm. 1983)
  - Corneliu Zelea Codreanu, rumuński polityk, nacjonalista (zm. 1938)
- 1900:
  - Edmund Nowicki, polski duchowny katolicki, biskup gdański (zm. 1971)
  - Aleksander Słuczanowski, polski hokeista (zm. 1942)
  - Aleksandr Ugarow, radziecki polityk (zm. 1939)
- 1901:
  - Mario Gruppioni, włoski zapaśnik (zm. 1939)
  - Ludwik Vidaurrázaga Gonzáles, hiszpański benedyktyn, męczennik, błogosławiony (zm. 1936)
- 1902:
  - Richard Paul Lohse, szwajcarski malarz, grafik (zm. 1988)
  - Jan Wesołowski, polski fizyk, wykładowca akademicki (zm. 1982)
  - Izydor Zorzano, argentyński inżynier kolejnictwa, członek Opus Dei, Sługa Boży (zm. 1943)
- 1903:
  - Peter Carstens, niemiecki genetyk (zm. 1945)
  - Claudette Colbert, francusko-amerykańska aktorka (zm. 1996)
  - Rudolf Graber, niemiecki duchowny katolicki, biskup Ratyzbony (zm. 1992)
- 1904:
  - Luigi Bertolini, włoski piłkarz, trener (zm. 1977)
  - Gladys George, amerykańska aktorka (zm. 1954)
- 1905:
  - August Czarnynoga, polski pisarz, kronikarz, powstaniec śląski (zm. 1986)
  - Eugeniusz Poreda, polski aktor, reżyser teatralny, scenograf (zm. 1972)
- 1906:
  - Samuel David Dealey, amerykański komandor porucznik (zm. 1944)
  - Andrzej Włodarkiewicz, polski kapitan pilot (zm. 1939)
- 1907:
  - Phil Edwards, kanadyjski lekkoatleta, średniodystansowiec (zm. 1971)
  - Siemion Iwanow, radziecki generał armii (zm. 1993)
  - Mitrush Kuteli, albański ekonomista, pisarz, tłumacz (zm. 1967)
  - George Meader, amerykański polityk (zm. 1994)
  - Stanisław Urban, polski podporucznik rezerwy, wioślarz (zm. 1940)
- 1908:
  - Sicco Mansholt, holenderski polityk, przewodniczący Komisji Europejskiej (zm. 1995)
  - Carlos Peucelle, argentyński piłkarz (zm. 1990)
  - Carl Shy, amerykański koszykarz (zm. 1991)
- 1909:
  - Lech Kaczmarek, polski duchowny katolicki, biskup gdański (zm. 1984)
  - Ronald Gustave Kellett, brytyjski pilot wojskowy, as myśliwski (zm. 1998)
  - Giuseppe Viani, włoski piłkarz, trener (zm. 1969)
- 1910:
  - Tadeusz Baranowski, polski chemik, biochemik, wykładowca akademicki (zm. 1993)
  - Stanley Chambers, brytyjski kolarz szosowy (zm. 1991)
- 1911:
  - Franciszek Frąckowiak, polski polityk, prezydent Poznania (zm. 1978)
  - Bill Monroe, amerykański muzyk i wokalista bluegrassowy (zm. 1996)
  - Maksymilian Rode, polski duchowny, biskup i zwierzchnik Kościoła polskokatolickiego (zm. 1999)
- 1912:
  - Horace Babcock, amerykański astronom (zm. 2003)
  - Carmen Barth, amerykański bokser (zm. 1985)
  - Lilian Seymour-Tułasiewicz, polska pisarka, tłumaczka (zm. 2003)
  - Pieter Wijdekop, holenderski kajakarz (zm. 1982)
- 1913 – Herman Heine Goldstine, amerykański matematyk, informatyk (zm. 2004)
- 1914:
  - Bolesław Habowski, polski piłkarz (zm. 1979)
  - Paolo Mosconi, włoski duchowny katolicki, arcybiskup, nuncjusz apostolski (zm. 1981)
- 1915 – Gösta Magnusson, szwedzki sztangista (zm. 1948)
- 1916:
  - Roald Dahl, brytyjski pisarz, scenarzysta filmowy, publicysta pochodzenia norweskiego (zm. 1990)
  - Chairul Saleh, indonezyjski polityk (zm. 1967)
- 1917:
  - Merton E. Davies, amerykański inżynier, astronom (zm. 2001)
  - Hermann Zvi Guttmann, niemiecki architekt pochodzenia żydowskiego (zm. 1977)
  - Tadeusz Orłowski, polski lekarz, pionier polskiej transplantologii, taternik, alpinista (zm. 2008)
  - Robert Ward, amerykański kompozytor (zm. 2013)
- 1918:
  - Douglas Bennett, kanadyjski kajakarz, kanadyjkarz (zm. 2008)
  - Dick Haymes, amerykański aktor, piosenkarz pochodzenia brytyjskiego (zm. 1980)
  - Jadwiga Jurkszus-Tomaszewska, polska pisarka, reporterka, krytyk literacki (zm. 1996)
- 1919:
  - Olle Anderberg, szwedzki zapaśnik (zm. 2003)
  - Tadeusz Nowak, polski lekkoatleta, chodziarz i maratończyk, trener, działacz sportowy (zm. 2015)
- 1920:
  - Tadeusz Krepski, polski generał dywizji pilot (zm. 1988)
  - Aleksandr Majorow, radziecki generał armii (zm. 2008)
- 1921:
  - Béla Biszku, węgierski polityk komunistyczny (zm. 2016)
  - Edward Chudzyński, polski pisarz, krytyk literacki i teatralny (zm. 1990)
  - Gunnar Eriksson, szwedzki biegacz narciarski (zm. 1982)
  - Odore Gendron, amerykański duchowny katolicki, biskup Manchesteru w New Hampshire (zm. 2020)
  - Siergiej Niepobiedimyj, rosyjski inżynier, konstruktor rakiet (zm. 2014)
  - (lub 12 września) Stanisław Lem, polski pisarz science fiction, filozof, futurolog, krytyk literacki pochodzenia żydowskiego (zm. 2006)
- 1922:
  - Tino Buazzelli, włoski aktor (zm. 1980)
  - Edi Rada, austriacki łyżwiarz figurowy, trener (zm. 1997)
  - Jolanta Sell, polska tłumaczka (zm. 2006)
  - Yma Súmac, peruwiańska śpiewaczka, aktorka (zm. 2008)
- 1923:
  - Aurelio Fierro, włoski śpiewak, aktor (zm. 2005)
  - Miroslav Holub, czeski lekarz, poeta, eseista, tłumacz (zm. 1998)
  - Ramiro Pinilla, hiszpański pisarz (zm. 2014)
- 1924:
  - Maurice Jarre, francuski kompozytor, autor muzyki filmowej (zm. 2009)
  - Jisra’el Tal, izraelski generał (zm. 2010)
- 1925:
  - Eugeniusz Banaszczyk, polski śpiewak operowy (baryton), aktor (zm. 2007)
  - Michał Kaziów, polski pisarz, dziennikarz, publicysta (zm. 2001)
  - Janusz Osęka, polski pisarz, satyryk (zm. 2014)
  - Mel Tormé, amerykański wokalista jazzowy, kompozytor (zm. 1999)
  - Tadeusz Żebrowski, polski duchowny katolicki, historyk (zm. 2014)
- 1926:
  - Edward Dysko, polski generał brygady, działacz kombatancki (zm. 2009)
  - Helmut Sonnenfeldt, amerykański dyplomata, doradca do spraw międzynarodowych pochodzenia żydowskiego (zm. 2012)
- 1927:
  - Dzanis Dzanetakis, grecki wojskowy, polityk, premier Grecji (zm. 2010)
  - Maurice Lafont, francuski piłkarz (zm. 2005)
- 1928:
  - Diane Foster, kanadyjska lekkoatletka, sprinterka (zm. 1999)
  - Franzo Grande Stevens, włoski prawnik, działacz piłkarski, prezes Juventusu Turyn (zm. 2025)
  - Jerzy Sagan, polski aktor (zm. 1998)
- 1929:
  - Ralph Ferguson, kanadyjski polityk (zm. 2020)
  - Nikołaj Gjaurow, bułgarski śpiewak operowy (baryton) (zm. 2004)
- 1930:
  - Jerzy Breitkopf, polski prawnik, dziennikarz, urzędnik państwowy (zm. 2011)
  - Karol Jonca, polski prawnik, wykładowca akademicki, publicysta (zm. 2008)
  - Ida Kurcz, polska psycholog, wykładowczyni akademicka (zm. 2024)
  - James McLane, amerykański pływak (zm. 2020)
  - Włodzimierz Parzonka, polski hydrotechnik, wykładowca akademicki (zm. 2016)
- 1931:
  - Barbara Bain, amerykańska aktorka, tancerka, modelka
  - Andrzej Biernacki, polski krytyk literacki, felietonista, badacz i historyk literatury współczesnej, edytor (zm. 2021)
  - Erny Brenner, luksemburski piłkarz (zm. 2016)
  - Marjorie Jackson, australijska lekkoatletka, sprinterka, polityk
  - Ksawery Jasieński, polski spiker i lektor radiowy i telewizyjny
  - Staffan Burenstam Linder, szwedzki ekonomista, wykładowca akademicki, polityk (zm. 2000)
  - Leopold Matuszczak, polski aktor (zm. 2013)
  - Sukarno M. Noor, indonezyjski aktor (zm. 1986)
  - Jean-Pierre Rambal, francuski aktor (zm. 2001)
  - Pawoł Völkel, górnołużycki pisarz, wydawca, językoznawca, slawista (zm. 1997)
  - Witold Welcz, polski dziennikarz, publicysta, pisarz (zm. 2006)
  - Stanisław Wiewióra, polski architekt, wykładowca akademicki (zm. 1993)
  - Yōji Yamada, japoński reżyser filmowy
- 1932:
  - Bronius Kutavičius, litewski kompozytor (zm. 2021)
  - Mike MacDowel, brytyjski kierowca wyścigowy (zm. 2016)
  - Pedro Rubiano Sáenz, kolumbijski duchowny katolicki, arcybiskup Bogoty, kardynał (zm. 2024)
- 1933:
  - Helena Bursiewicz, polska lekarka, polityk, poseł na Sejm PRL (zm. 1978)
  - Aristidis Dimopulos, grecki prawnik, polityk, wiceminister finansów i eurodeputowany
  - Janez Gorišek, słoweński architekt, skoczek narciarski (zm. 2023)
  - Bent Hansen, duński piłkarz (zm. 2001)
  - Eginald Schlattner, rumuński pastor, pisarz pochodzenia niemieckiego
  - Walerian Słomka, polski duchowny katolicki, teolog, wykładowca akademicki
- 1934:
  - Andrzej Feliks Grabski, polski historyk, wykładowca akademicki (zm. 2000)
  - Hans Maurer, niemiecki bobsleista
  - Hans Weiler, niemiecko-amerykański profesor pedagogiki i nauk politycznych,
  - Bill Woolsey, amerykański pływak (zm. 2022)
  - Zbigniew Zapasiewicz, polski aktor, reżyser, pedagog (zm. 2009)
- 1935:
  - Mario Curletto, włoski florecista (zm. 2004)
  - Victor Galeone, amerykański duchowny katolicki, biskup Saint Augustine (zm. 2023)
  - Jean-Claude Hertzog, francuski duchowny katolicki, biskup pomocniczy Bordeaux (zm. 2005)
  - Józef Kiełbania, polski kierowca wyścigowy (zm. 2018)
  - Friedhelm Wentzke, niemiecki kajakarz
- 1936:
  - Şeref Has, turecki piłkarz (zm. 2019)
  - George Punnakottil, indyjski duchowny syromalabarski, biskup Kothamangalam
  - Joe E. Tata, amerykański aktor (zm. 2022)
- 1937:
  - Don Bluth, amerykański ilustrator, reżyser, scenarzysta i producent filmowy pochodzenia irlandzkiego
  - Csaba Csutorás, węgierski lekkoatleta, sprinter (zm. 2014)
  - Alv Gjestvang, norweski łyżwiarz szybki (zm. 2016)
  - Gene Guarilia, amerykański koszykarz (zm. 2016)
- 1938:
  - Claudio Cassinelli, włoski aktor (zm. 1985)
  - Angus Douglas-Hamilton, brytyjski arystokrata, książę Hamilton (zm. 2010)
  - Janusz Głowacki, polski prozaik, dramaturg, scenarzysta filmowy, felietonista (zm. 2017)
  - John Smith, brytyjski polityk (zm. 1994)
- 1939:
  - Zbigniew Geiger, polski aktor
  - Richard Kiel, amerykański aktor (zm. 2014)
  - Guntis Ulmanis, łotewski polityk, prezydent Łotwy
- 1940:
  - Óscar Arias Sánchez, kostarykański ekonomista, polityk, prezydent Kostaryki, laureat Pokojowej Nagrody Nobla
  - Heinz Eichelbaum, niemiecki zapaśnik
  - Ulrich Krzemien, niemiecka ofiara muru berlińskiego (zm. 1965)
  - Arturo Parisi, włoski polityk
- 1941:
  - Tadao Andō, japoński architekt
  - Józef Chajn, polski chemik, działacz opozycji demokratycznej (zm. 2010)
  - David Clayton-Thomas, amerykański wokalista, członek zespołu Blood, Sweat and Tears
  - Ed Roberts, amerykański informatyk, przedsiębiorca (zm. 2010)
  - Ahmet Necdet Sezer, turecki polityk, prezydent Turcji
- 1942:
  - (lub 7 czerwca) Mu’ammar al-Kaddafi, libijski pułkownik, polityk, przywódca Libii (zm. 2011)
  - Hissène Habré, czadyjski polityk, dyktator, premier i prezydent Czadu (zm. 2021)
  - Béla Károlyi, rumuński trener gimnastyki sportowej (zm. 2024)
  - Jan Kukal, czeski tenisista, trener
  - Joaquín María López de Andújar, hiszpański duchowny katolicki, biskup Getafe
- 1943:
  - Ewa Bieńkowska, polska eseistka, pisarka, historyk literatury, tłumaczka
  - Lincoln Davis, amerykański polityk
- 1944:
  - Jacqueline Bisset, brytyjska aktorka
  - Peter Cetera, amerykański muzyk, wokalista, członek zespołu Chicago
  - Mauro Politi, włoski prawnik
  - Nikodem Wolski, polski prawnik, samorządowiec, prezydent Gorzowa Wielkopolskiego
- 1945 – Javier Gómez-Navarro, hiszpański przedsiębiorca, działacz gospodarczy, polityk, minister handlu i turystyki (zm. 2024)
- 1946:
  - Frank Marshall, amerykański reżyser i producent filmowy
  - Sławomir Petelicki, polski generał brygady, dyplomata, pomysłodawca i pierwszy dowódca Jednostki Wojskowej GROM (zm. 2012)
- 1947:
  - Marek Grzybiak, polski neurolog, profesor nauk medycznych, nauczyciel akademicki (zm. 2025)
  - Teresa Hoppe, polska działaczka społeczna, posłanka na Sejm RP
  - Geronimo Pratt, afroamerykański działacz społeczny (zm. 2011)
  - Elfgard Schittenhelm, niemiecka lekkoatletka, sprinterka
  - Edmund Sroka, polski samorządowiec, polityk, poseł na Sejm RP, prezydent Rudy Śląskiej
- 1948:
  - Nell Carter, amerykańska piosenkarka, aktorka (zm. 2003)
  - Kazimierz Jan Dąbrowski, polski samorządowiec, burmistrz Zambrowa
  - Kunio Hatoyama, japoński polityk
  - Gerd Heßler, niemiecki biegacz narciarski
  - Sitiveni Rabuka, fidżyjski wojskowy, polityk, premier Fidżi
  - Stanisław Rakoczy, polski prawnik, polityk, poseł na Sejm RP (zm. 2013)
  - Bolesław Twaróg, polski samorządowiec, polityk, poseł na Sejm RP
- 1949:
  - Jim Cleamons, amerykański koszykarz
  - Maria van der Hoeven, holenderska nauczycielka, działaczka samorządowa, polityk
  - Awigdor Jicchaki, izraelski polityk (zm. 2025)
  - Michał Kaczmarek, polski polityk, poseł na Sejm RP
  - Burghart Klaußner, niemiecki aktor
- 1950:
  - Yurio Akitomi, japoński golfista
  - Włodzimierz Cimoszewicz, polski prawnik, polityk, minister sprawiedliwości i spraw zagranicznych, wicepremier, premier, wicemarszałek i marszałek Sejmu, senator RP, eurodeputowany
  - Witold Grim, polski nauczyciel, samorządowiec, prezydent Zawiercia
  - Aleksandra Maurer, polska filolog romańska, dziennikarka, pieśniarka, członkini kabaretu Piwnica pod Baranami
  - Michael McCarthy, australijski duchowny katolicki, biskup Rockhampton
  - Manfred Ommer, niemiecki lekkoatleta, sprinter (zm. 2021)
  - Klaus Wunder, niemiecki piłkarz (zm. 2024)
- 1951:
  - Harvey R. Cohen, amerykański aktor, kompozytor muzyki filmowej (zm. 2007)
  - Salva Kiir Mayardit, południowosudański wojskowy, polityk, prezydent Sudanu Południowego
  - Sven-Åke Nilsson, szwedzki kolarz szosowy
  - Eric Ripper, australijski polityk
  - Jean Smart, amerykańska aktorka
  - Fernando Teixeira dos Santos, portugalski ekonomista, polityk
- 1952:
  - Christine Estabrook, amerykańska aktorka
  - Ingrid Gfölner, austriacka narciarka alpejska
  - Randy Jones, amerykański wokalista, członek zespołu Village People
  - Patrick O’Leary, amerykański pisarz science fiction i fantasy
  - Johanna Schaller, niemiecka lekkoatletka, płotkarka
  - Marian Stala, polski krytyk i historyk literatury
- 1953:
  - Valdete Antoni, albańska poetka, dziennikarka
  - Waldemar Chyliński, polski poeta, bard, autor tekstów piosenek
- 1954:
  - Zyta Homziuk, polska lekkoatletka, skoczkini wzwyż
  - Rauli Pudas, fiński lekkoatleta, tyczkarz
  - Shōko Takayanagi, japońska siatkarka
  - Shigeharu Ueki, japoński piłkarz
- 1955:
  - Eugeniusz Janczak, polski strzelec sportowy
  - Czesław Okińczyc, litewski prawnik, adwokat, polityk narodowości polskiej
  - Izabela Tomaszewska, polska archeolog, urzędnik państwowa, dyrektor Zespołu Protokolarnego Prezydenta RP (zm. 2010)
- 1956:
  - Ilie Balaci, rumuński piłkarz, trener (zm. 2018)
  - Bobby Campbell, północnoirlandzki piłkarz (zm. 2016)
  - Alain Ducasse, francuski szef kuchni
  - David Ostrosky, meksykański aktor pochodzenia żydowskiego (zm. 2023)
  - Nicolas Tiangaye, środkowoafrykański polityk, premier Republiki Środkowoafrykańskiej
  - Janusz Tomaszewski, polski związkowiec, polityk, minister spraw wewnętrznych, wicepremier
- 1957:
  - Vinny Appice, amerykański perkusista, członek zespołów: Black Sabbath, Dio, Power Project, Heaven and Hell i Kill Devil Hill
  - Mal Donaghy, północnoirlandzki piłkarz
  - Erkki Laine, fiński hokeista (zm. 2009)
  - Ferdinand Marcos Jr., filipiński polityk, prezydent Filipin
  - Marek Wisła, polski kajakarz (zm. 2018)
- 1958:
  - Domenico Dolce, włoski projektant mody
  - Alaksandr Kraucewicz, białoruski archeolog, historyk, mediewista, wykładowca akademicki
  - Oleg Kwasza, rosyjski muzyk, kompozytor
  - Sylwester Pawłowski, polski polityk, samorządowiec, poseł na Sejm RP
  - Paweł Przytocki, polski dyrygent
  - Peter Wirnsberger, austriacki narciarz alpejski
- 1959:
  - Pavol Barabáš, słowacki filmowiec
  - Tomasz Bochiński, polski pisarz fantasy i science fiction
  - Aurora Heredia, peruwiańska siatkarka
  - Stanisław Wróblewski, polski zapaśnik (zm. 2019)
- 1960:
  - Kevin Carter, południowoafrykański fotoreporter (zm. 1994)
  - Jacek Lenartowicz, polski aktor, prezenter telewizyjny
  - Hubert Schwarz, niemiecki skoczek narciarski, kombinator norweski
- 1961:
  - Luigi Brugnaro, włoski samorządowiec, burmistrz Wenecji
  - Andrea Eder-Gitschthaler, austriacka polityczka
  - Tom Holt, amerykański pisarz
  - Marek Kasprzyk, polski aktor
  - Dave Mustaine, amerykański wokalista, gitarzysta, członek zespołu Megadeth
  - Peter Roskam, amerykański polityk, kongresman
  - Piotr Rzepka, polski piłkarz, trener
  - Ewa Śliwa, polska lekkoatletka, skoczkini w dal
- 1962:
  - Gyula Pálóczi, węgierski lekkoatleta, skoczek w dal i trójskoczek (zm. 2009)
  - Paul Rachman, amerykański reżyser, scenarzysta i producent filmowy
  - Ann Wagner, amerykańska polityk, kongreswoman
  - Michel Wolter, luksemburski polityk, ekonomista
- 1963:
  - Phillip Dutton, australijski jeździec sportowy
  - Siergiej Podpały, rosyjski piłkarz, trener pochodzenia ukraińskiego
  - Tanya Valko, polska pisarka, poetka, arabistka, tłumaczka, bizneswoman
  - Sophie in ’t Veld, holenderska polityk
  - Tommy Waidelich, szwedzki polityk
- 1964:
  - Ivan Gazidis, południowoafrykański sportowy kierownik biznesowy pochodzenia greckiego
  - Piotr Krukowski, polski sztangista
  - Mladen Mladenović, chorwacki piłkarz, trener
  - Ilja Siegałowicz, rosyjski programista komputerowy (zm. 2013)
  - Richard Tice, brytyjski przedsiębiorca, polityk
  - Rafał Ziemkiewicz, polski pisarz, dziennikarz, publicysta, komentator polityczny i ekonomiczny
  - Wiesława Żelaskowska, polska gimnastyczka
- 1965:
  - Alojz Kovšca, słoweński polityk, przewodniczący Rady Państwa
  - Adam Krzesiński, polski florecista
  - Ludwik Sobolewski, polski prawnik
  - Zak Starkey, brytyjski perkusista, członek zespołów: The Who i Oasis
- 1966:
  - Azzedine Brahmi, algierski lekkoatleta, średnio- i długodystansowiec
  - Joel Beeson, amerykański aktor, model (zm. 2017)
  - Igor Krawczuk, rosyjski hokeista
  - Louis Mandylor, australijski aktor, reżyser filmowy i telewizyjny
  - Igor Radojičić, serbski polityk, burmistrz Banja Luki
  - Beata Schimscheiner, polska aktorka
- 1967:
  - Michael Johnson, amerykański lekkoatleta, sprinter
  - Tim Owens, amerykański wokalista, członek zespołów: Winter’s Bane, British Steel, Judas Priest, Iced Earth, Beyond Fear, Yngwie Malmsteen i Charred Walls of the Damned
  - Stephen Perkins, amerykański perkusista, autor tekstów, członek zespołu Jane’s Addiction
- 1968:
  - Roger Howarth, amerykański aktor
  - Piotr Kielar, polski aktor, reżyser, scenarzysta i operator filmowy
  - AJ Kitt, amerykański narciarz alpejski
  - Zsolt Limperger, węgierski piłkarz
  - Santi Millán, hiszpański aktor, prezenter telewizyjny
  - Roberto Monserrat, argentyński piłkarz
  - Phajol Moolsan, tajski bokser
  - Jeff Saibene, luksemburski piłkarz, trener
  - Emma Sjöberg, szwedzka aktorka, modelka
- 1969:
  - Sandra Farmand, niemiecka snowboardzistka
  - Daniel Fonseca, urugwajski piłkarz
  - Lina Gálvez, hiszpańska historyk, polityk
  - Tyler Perry, amerykański aktor, reżyser i scenarzysta filmowy
  - Shane Warne, australijski krykiecista (zm. 2022)
- 1970:
  - Everton Giovanella, brazylijski piłkarz
  - Martín Herrera, argentyński piłkarz, bramkarz
  - Akiko Iwasaki, amerykańska immunolog
  - Louise Lombard, brytyjska aktorka
  - Przemysław Nowakowski, polski dziennikarz, dramaturg, scenarzysta filmowy
  - Merab Walijew, ukraiński zapaśnik pochodzenia osetyjskiego
- 1971:
  - Stefan Andersson, szwedzki żużlowiec, trener, menedżer
  - Ezio Bosso, włoski pianista, dyrygent, kompozytor (zm. 2020)
  - Mladen Dabanovič, słoweński piłkarz, bramkarz
  - Marek Daniel, czeski aktor
  - Swietłana Gładyszewa, rosyjska narciarka alpejska
  - Van Hatfield, amerykański trójboista siłowy, strongman
  - Goran Ivanišević, chorwacki tenisista, trener
  - Helgi Kolviðsson, islandzki piłkarz, trener
  - Stella McCartney, brytyjska projektantka mody
  - Ann-Elen Skjelbreid, norweska biathlonistka
- 1972:
  - Sulaiman Al Mazroui, omański piłkarz, bramkarz
  - Ángel Manuel Cuéllar, hiszpański piłkarz
  - Olivier Echouafni, francuski piłkarz, trener pochodzenia marokańskiego
  - Korman Ismaiłow, bułgarski ekonomista, polityk pochodzenia tureckiego
  - Thomas Jacobsen, duński żeglarz sportowy
  - Joanna Karpińska, polska lekkoatletka, biegaczka długodystansowa
  - Maurice Ntounou, kenijski piłkarz
  - Wang Jin, chińska judoczka
- 1973:
  - Christine Arron, francuska lekkoatletka, sprinterka
  - Andrej Astrouski, białoruski piłkarz
  - Fabio Cannavaro, włoski piłkarz, trener
  - Harald Cerny, austriacki piłkarz
  - Mahima Chaudhry, indyjska modelka, aktorka
  - Kelly Chen, hongkońska aktorka, piosenkarka
  - Roman Iagupov, mołdawski muzyk, wokalista, członek zespołu Zdob și Zdub
  - Eduard Kaczanowski, rosyjski polityk
  - Zsombor Kerekes, węgierski piłkarz
  - Piotr Kofta, polski socjolog, pisarz
  - Galina Łotariewa, białoruska piłkarka ręczna, bramkarka
  - Anrijs Matīss, łotewski inżynier, polityk
  - Marcelinho Paulista, brazylijski piłkarz
  - Eimantas Poderis, litewski piłkarz
  - René Weiler, szwajcarski piłkarz, trener
  - Dzidosław Żuberek, polski piłkarz, trener
- 1974:
  - Edi Andradina, brazylijski piłkarz
  - Randall Bailey, amerykański bokser
  - Christo Iwanow, bułgarski prawnik, polityk
  - Travis Knight, amerykański koszykarz
  - Michał Majewski, polski dziennikarz
  - Keith Murray, amerykański raper
  - Nelson Sopha, seszelski piłkarz, bramkarz
- 1975:
  - Ian Carey, amerykański didżej, producent muzyczny (zm. 2021)
  - Elman Əsgərov, azerski zapaśnik
  - Anna Gersznik, radziecka, izraelska i amerykańska szachistka
  - Wiesław Jaguś, polski żużlowiec
  - Abdelnasser Ouadah, algierski piłkarz
  - Iddan Tal, izraelski piłkarz, trener
- 1976:
  - Ro Khanna, amerykański polityk, kongresman
  - Tami Kiuru, fiński skoczek narciarski
  - Nicky Little, fidżyjski rugbysta
  - Puma Swede, szwedzka aktorka pornograficzna
  - Jarosław Wałęsa, polski polityk, poseł na Sejm RP i eurodeputowany
- 1977:
  - Fiona Apple, amerykańska piosenkarka, pianistka
  - Eirik Bakke, norweski piłkarz
  - Ałan Cagajew, bułgarski sztangista pochodzenia osetyjskiego
  - Vitorino Hilton, brazylijski piłkarz
  - Michał Litwiniuk, polski samorządowiec, prezydent Białej Podlaskiej
  - Tomasz Mering, polski autor komiksów
  - Iraklij Pircchaława, rosyjski piosenkarz pochodzenia gruzińskiego
  - Zéphirin Zoko, iworyjski piłkarz
- 1978:
  - Matej Černič, włoski siatkarz pochodzenia słoweńskiego
  - Olga Gromyko, białoruska pisarka fantasy
  - Boštjan Kavaš, słoweński piłkarz ręczny
  - Jakub Kotyński, polski aktor
  - Artur Kosicki, polski prawnik, samorządowiec, marszałek województwa podlaskiego
  - Frédéric Krantz, francuski lekkoatleta, sprinter
  - Lester Moré, kubański piłkarz
- 1979:
  - Nicky Cook, brytyjski bokser
  - Manuel Friedrich, niemiecki piłkarz
  - Julio César de León, honduraski piłkarz
  - Ivan Miljković, serbski siatkarz
  - Anke de Mondt, belgijska koszykarka
  - Katarzyna Paskuda, polska aktorka, modelka
- 1980:
  - Keith Andrews, irlandzki piłkarz
  - Curtis Borchardt, amerykański koszykarz
  - Cristiana Capotondi, włoska aktorka
  - Ben Savage, amerykański aktor
  - Tomáš Zápotočný, czeski piłkarz
- 1981:
  - Ali Alp Çayir, turecki siatkarz
  - Koldo Fernández, hiszpański kolarz szosowy
  - George Gebro, liberyjski piłkarz
  - Antonio López Guerrero, hiszpański piłkarz
  - Aldona Świtała, polska lekkoatletka, skoczkini w dal
  - Wang Jingjing, chińska kolarka górska
  - Lauren Williams, kanadyjska wrestlerka
- 1982:
  - Marina Aitowa, kazachska lekkoatletka, skoczkini wzwyż
  - Soraya Arnelas, hiszpańska piosenkarka
  - Tanguy Barro, burkiński piłkarz
  - Ara Chaczatrian, ormiański sztangista
  - Maciej Fortuna, polski trębacz, kompozytor jazzowy, producent muzyczny
  - Hilário Nenê, brazylijski koszykarz
  - Michał Wiraszko, polski gitarzysta, wokalista, członek zespołu Muchy
- 1983:
  - Ana Batinić, serbska piłkarka ręczna
  - James Bourne, brytyjski gitarzysta, członek zespołów: McBusted, Son of Dork i Busted
  - Artur Chaczatrian, ormiański bokser
  - Han Peng, chiński piłkarz
- 1984:
  - Ramal Amanov, azerski bokser
  - Baron Corbin, amerykański wrestler, bokser, futbolista
  - Đorđe Čotra, serbski piłkarz
  - Chikako Matsukawa, japońska zapaśniczka
  - Nasima Razmyar, fińska polityk pochodzenia afgańskiego
  - Hanati Silamu, chiński bokser pochodzenia kazachskiego
  - Katarzyna Wilk, polska rysowniczka, animatorka, reżyserka
  - Łukasz Zawada, polski pisarz
- 1985:
  - Helena Anna Jędrzejczak, polska socjolog, historyk idei, publicystka, redaktorka, instruktorka harcerska
  - Oksana Lubcowa, ukraińska tenisistka
  - Nikola Mikić, serbski piłkarz
  - Juan Núñez, hiszpański piłkarz
  - Georgiana Paic, rumuńska zapaśniczka
  - Thomas Prager, austriacki piłkarz
  - Jeroen Rauwerdink, holenderski siatkarz
  - Olrish Saurel, haitański piłkarz
- 1986:
  - Aleksandr Bielenow, rosyjski piłkarz, bramkarz
  - Steve Colpaert, belgijski piłkarz
  - Marek Igaz, słowacki piłkarz, bramkarz
  - Kamui Kobayashi, japoński kierowca wyścigowy
  - Koito, włoski raper
  - Ludmiła Priwiwkowa, rosyjska curlerka
  - Sean Williams, amerykański koszykarz
  - Szymon Wróbel, polski reżyser filmów dokumentalnych, dziennikarz, pisarz
- 1987:
  - Katarzyna Baranowska, polska pływaczka
  - Fraizer Campbell, angielski piłkarz
  - Jonathan de Guzmán, holenderski piłkarz pochodzenia filipińsko-jamajskiego
  - Vincent Kipruto, kenijski lekkoatleta, długodystansowiec
  - Cwetana Pironkowa, bułgarska tenisistka
  - Oumar Sissoko, malijski piłkarz, bramkarz
- 1988:
  - Eva-Maria Brem, austriacka narciarka alpejska
  - Aleksandra Fiedoriwa, rosyjska lekkoatletka, sprinterka
  - Lester Peltier, trynidadzko-tobagijski piłkarz
  - Luis Rentería, panamski piłkarz (zm. 2014)
  - Keith Treacy, irlandzki piłkarz
  - Marek Trončinský, czeski hokeista (zm. 2021)
  - Wang Ki-chun, południowokoreański judoka
- 1989:
  - Marvin Bakalorz, niemiecki piłkarz
  - Thomas Müller, niemiecki piłkarz
  - Ewelina Szybiak, polska kolarka szosowa
- 1990:
  - Jamie Anderson, amerykańska snowboardzistka
  - Alex Della Valle, sanmaryński piłkarz
  - Klaudia Halejcio, polska aktorka
  - Kamil Kwasowski, polski siatkarz
  - Miloš Lopičić, czarnogórski koszykarz
  - Luciano Narsingh, holenderski piłkarz pochodzenia surinamskiego
  - Aleksandra Skoczilenko, rosyjska artystka i aktywistka polityczna
  - Maja Staśko, polska dziennikarka, scenarzystka, aktywistka, feministka
  - Joanna Zając, polska snowboardzistka
  - Adam Žampa, słowacki narciarz alpejski
- 1991:
  - Ksienija Afanasjewa, rosyjska gimnastyczka
  - Danieł Aleksandrow, bułgarski zapaśnik
  - Abdoulaye Silèye Gaye, mauretański piłkarz
- 1992:
  - Victor Carbone, brazylijski kierowca wyścigowy
  - Alexander David González, wenezuelski piłkarz
  - Felix Klaus, niemiecki piłkarz
  - Abayomi Owonikoko Seun, nigeryjski piłkarz
- 1993:
  - Alexandru Băluță, rumuński piłkarz
  - Farleon, kazachski didżej, producent muzyczny
  - Niall Horan, irlandzki wokalista, autor tekstów, członek boysbandu One Direction
  - Mirko Ivanić, czarnogórski piłkarz pochodzenia serbskiego
  - Luis López Fernández, honduraski piłkarz, bramkarz
  - Alice Merton, niemiecka piosenkarka, kompozytorka, autorka tekstów pochodzenia irlandzkiego
  - Ivan Schranz, słowacki piłkarz
  - Alexia Sedykh, francuska lekkoatletka, młociarka
  - Przemysław Toma, polski siatkarz
- 1994:
  - Lucas Andersen, duński piłkarz
  - Leonor Andrade, portugalska piosenkarka, aktorka
  - Sepp Kuss, amerykański kolarz szosowy
  - Joel Pohjanpalo, fiński piłkarz
  - Anna Schmiedlová, słowacka tenisistka
  - Nick Schultz, australijski kolarz szosowy
  - Alisa Żambałowa, rosyjska biegaczka narciarska
- 1995:
  - Daniel Amigo, meksykański koszykarz
  - Jordan Bardella, francuski samorządowiec, polityk, eurodeputowany pochodzenia włoskiego
  - Robbie Kay, brytyjski aktor
  - Playboi Carti, amerykański raper, piosenkarz, autor tekstów
  - Weronika Kordowiecka, polska piłkarka ręczna, bramkarka
  - Błażej Podleśny, polski siatkarz
  - Erik Riss, niemiecki żużlowiec
  - Kinga Szlachcic, polska pięściarka
  - Jerry Tollbring, szwedzki piłkarz ręczny
- 1996:
  - Cheick Diallo, malijski koszykarz
  - Lili Reinhart, amerykańska aktorka
- 1997:
  - Jusuf Hamida, egipski zapaśnik
  - Abdinur Mohamud, somalijski piłkarz
  - Jonathan Perlaza, ekwadorski piłkarz
- 1998:
  - Stefan Bissegger, szwajcarski kolarz szosowy i torowy
  - Pauline Heßler, niemiecka skoczkini narciarska
- 1999:
  - Jekatierina Borisowa, rosyjska łyżwiarka figurowa
  - Romio Goliath, namibijski zapaśnik
  - Lexie Hull, amerykańska koszykarka
  - Julius Johansen, duński kolarz szosowy i torowy
  - Pedro Porro, hiszpański piłkarz
- 2000:
  - Wadim Afanasjew, rosyjski gimnastyk
  - Jan Sołtys, polski hokeista
  - Bennie Tuinstra, holenderski siatkarz
- 2001:
  - Thomas Gloag, brytyjski kolarz szosowy
  - Daimatsu Takehana, japoński kombinator norweski, skoczek narciarski
- 2002:
  - Ana Karina Olaya, kolumbijska siatkarka
  - Jacen Russell-Rowe, kanadyjski piłkarz pochodzenia jamajskiego
- 2003:
  - Sebastián Kóša, słowacki piłkarz
  - Onni Ruokangas, fiński lekkoatleta, oszczepnik
- 2004 – Hamish McKenzie, australijski kolarz szosowy

## Zmarli
- 81 – Tytus Flawiusz, cesarz rzymski (ur. 39)
- 864 – Pietro Tradonico, doża Wenecji (ur. ?)
- 1195 – Bolesław Mieszkowic, książę kujawski (ur. 1159)
- 1321 – (lub 14 września) Dante Alighieri, włoski poeta (ur. 1265)
- 1409 – Izabela de Valois, księżniczka francuska, królowa Anglii (ur. 1389)
- 1418 – Beatrice di Lascaris, włoska arystokratka (ur. 1372)
- 1488 – Karol II de Bourbon, francuski arystokrata, duchowny katolicki, arcybiskup Lyonu, kardynał (ur. 1434)
- 1506 – Andrea Mantegna, włoski malarz (ur. 1431)
- 1565 – Guillaume Farel, francuski protestancki reformator religijny (ur. 1489)
- 1573 – (lub 15 października) Piotr z Goniądza, polski duchowny katolicki, następnie pastor, teolog i pisarz protestancki, założyciel i przywódca braci polskich (ur. 1530)
- 1580 – Piotr Zborowski, polski szlachcic, polityk, dyplomata (ur. ?)
- 1592 – Michel de Montaigne, francuski pisarz, filozof (ur. 1533)
- 1598 – Filip II Habsburg, król Neapolu i Sycylii, władca Niderlandów, król Hiszpanii i Portugalii (ur. 1527)
- 1612 – Katarzyna Månsdotter, królowa Szwecji (ur. 1550)
- 1617 – Juliusz Echter von Mespelbrunn, niemiecki duchowny katolicki, książę biskup Würzburga (ur. 1545)
- 1620 – Janusz Ostrogski, polski magnat, pierwszy ordynat ostrogski (ur. ok. 1554)
- 1625 – Tommaso Salini, włoski malarz (ur. ok. 1575)
- 1629 – Anthonie Duyck, holenderski wojskowy, polityk (ur. ok. 1560)
- 1640 – Maria od Jezusa López de Rivas, hiszpańska karmelitanka, błogosławiona (ur. 1560)
- 1650 – Ferdynand Wittelsbach, elektor arcybiskup Kolonii (ur. 1577)
- 1657 – Jacob van Campen, holenderski architekt, malarz (ur. 1596)
- 1661 – Johann Balthasar Liesch von Hornau, niemiecki duchowny katolicki, biskup pomocniczy wrocławski (ur. 1592)
- 1693 – Flavio Chigi, włoski kardynał (ur. 1631)
- 1705 – Imre Thököly, węgierski magnat, polityk, przywódca powstania antyhabsburskiego (ur. 1657)
- 1759 – James Wolfe, brytyjski generał (ur. 1727)
- 1806 – Charles James Fox, brytyjski arystokrata, polityk (ur. 1749)
- 1808:
  - Saverio Bettinelli, włoski pisarz (ur. 1718)
  - Catharina Elisabeth Goethe, niemiecka pisarka (ur. 1731)
- 1809 – Jan Dembowski, polski duchowny katolicki, biskup kamieniecki (ur. 1729)
- 1810 – William Cushing, amerykański prawnik, sędzia Sądu Najwyższego (ur. 1732)
- 1813 – Ezechiasz, cesarz Etiopii (ur. ?)
- 1818 – Antoni Dezydery Biesiekierski, polski szlachcic, polityk (ur. 1743)
- 1820 – François Christophe Kellermann, francuski generał, marszałek Francji (ur. 1735)
- 1825 – Luigi Bassi, włoski śpiewak operowy (baryton) (ur. 1766)
- 1831 – Alexander Rudnay Divékújfalusi, węgierski duchowny katolicki, arcybiskup metropolita Ostrzyhomia i prymas Węgier, kardynał (ur. 1760)
- 1834 – Jean Antoine Joseph Fauchet, francuski arystokrata, dyplomata (ur. 1761)
- 1838 – Fryderyk, książę Hohenzollern-Hechingen (ur. 1776)
- 1847:
  - Prosper Marilhat, francuski malarz, przyrodnik (ur. 1811)
  - Nicolas-Charles Oudinot, francuski książę, generał, marszałek Francji (ur. 1767)
- 1848 – Maria Izabela Burbon, królowa Obojga Sycylii (ur. 1789)
- 1854 – William Henry Bartlett, brytyjski ilustrator, stalorytnik (ur. 1809)
- 1859 – Jan Tadeusz Bułharyn, polski pisarz, krytyk literacki, dziennikarz, agent rosyjski (ur. 1789)
- 1860 – Gabriele Ferretti, włoski kardynał (ur. 1795)
- 1871 – Ibrahim Şinasi, turecki pisarz, tłumacz, publicysta polityczny (ur. 1826)
- 1872 – Ludwig Feuerbach, niemiecki filozof (ur. 1804)
- 1873 – Augustyn Ferdynand Muñoz, hiszpański arystokrata (ur. 1808)
- 1880:
  - Jan Kloka, polski duchowny katolicki, działacz społeczny (ur. 1811)
  - Penina Moise, amerykańska poetka pochodzenia żydowskiego (ur. 1797)
- 1883 – Nathan Weiss, austriacki neurolog, elektroterapeuta pochodzenia żydowskiego (ur. 1851)
- 1887 – Felice Matteucci, włoski inżynier, wynalazca (ur. 1808)
- 1894 – Emmanuel Chabrier, francuski pianista, kompozytor (ur. 1841)
- 1896 – Matija Mrazović, chorwacki polityk, burmistrz Zagrzebia (ur. 1824)
- 1903 – Ichikawa Danjūrō IX, japoński aktor kabuki (ur. 1838)
- 1905 – René Goblet, francuski prawnik, dziennikarz, polityk, premier Francji (ur. 1828)
- 1906:
  - Antoni Halecki, polski oficer armii austro-węgierskiej (ur. 1830)
  - Albrecht Hohenzollern, książę pruski, feldmarszałek, wielki komtur pruskiego zakonu joannitów, regent księstwa Brunszwiku (ur. 1837)
- 1907 – Josefa Náprstková, czeska działaczka społeczna (ur. 1838)
- 1910 – Emil Geyer, polski przemysłowiec, działacz społeczny pochodzenia niemieckiego (ur. 1848)
- 1912:
  - Martin Kirschner, niemiecki polityk, burmistrz Berlina (ur. 1842)
  - Maresuke Nogi, japoński generał, gubernator generalny Tajwanu (ur. 1849)
- 1914 – Charles N. Felton, amerykański bankier, polityk (ur. 1832)
- 1915 – Edward Gibalski, polski działacz niepodległościowy, bojowiec Organizacji Bojowej PPS, podporucznik Legionów Polskich (ur. 1886)
- 1918 – Edward, książę Anhaltu (ur. 1861)
- 1919 – Andrzej Bodzenta, polski podporucznik (ur. 1896)
- 1920:
  - Bolesław Jeziorański, polski rzeźbiarz (ur. 1868)
  - Hipolit Orgelbrand, polski drukarz, wydawca, księgarz pochodzenia żydowskiego (ur. 1843)
- 1921:
  - Alfred Grandidier, francuski geograf, przyrodnik, badacz Madagaskaru (ur. 1836)
  - Paulina Kuczalska-Reinschmit, polska działaczka społeczna, wydawczyni, publicystka, feministka (ur. 1859)
- 1926 – Antonin Puzyński, polski szlachcic, pocztowy urzędnik carski, naczelnik miasta Nowa Buchara, malarz i rysownik amator (ur. 1858)
- 1927:
  - Antoni Listowski, polski generał dywizji (ur. 1865)
  - Wincenty Skoczyński, polski psychiatra, neurolog (ur. 1865)
- 1928 – Italo Svevo, włoski pisarz, publicysta pochodzenia żydowskiego (ur. 1861)
- 1929 – Kazimiera Kłoczowska, polska posiadaczka ziemska, działaczka społeczna i oświatowa (ur. 1859)
- 1930:
  - Louis Bols, brytyjski generał major (ur. 1867)
  - Roger Łubieński, polski przemysłowiec, polityk, podróżnik (ur. 1849)
- 1931:
  - Lili Elbe (wcześniej Einar Wegener), duńska malarka, pierwszy przypadek operacyjnej zmiany płci (ur. 1882)
  - Fryderyk Leopold, pruski książę, generał pułkownik (ur. 1865)
  - Michał Szczesiak, polski podporucznik, weteran powstania styczniowego (ur. 1844)
- 1932:
  - Adolf Herforth, polski generał brygady (ur. 1866)
  - Carl Johnson, amerykański lekkoatleta, skoczek w dal (ur. 1898)
  - Julius Röntgen, holenderski kompozytor, dyrygent, pianista pochodzenia niemieckiego (ur. 1855)
- 1933 – Adam Karwowski, polski dermatolog, wenerolog, wykładowca akademicki (ur. 1873)
- 1934 – Zygmunt Bychowski, polski neurolog pochodzenia żydowskiego (ur. 1865)
- 1935 – Maria Gażycz, polska nazaretanka, malarka (ur. 1860)
- 1936:
  - Józef Álvarez-Benavides de la Torre, hiszpański duchowny katolicki, męczennik, błogosławiony (ur. 1865)
  - Adele Blood, amerykańska aktorka (ur. 1886)
- 1937 – Henryk Liefeldt, polski kierowca wyścigowy, inżynier, konstruktor, mechanik (ur. 1894)
- 1939:
  - Walerian Bayerlein, polski śpiewak operowy (bas-baryton) (ur. 1867)
  - Angelo Maria Dolci, włoski kardynał, dyplomata (ur. 1867)
  - Maciej Hłasko, polski prawnik (ur. 1906)
  - Stanisław Klimek, polski porucznik, antropolog kulturowy, etnograf, wykładowca (ur. 1903)
  - Marian Luzar, polski duchowny katolicki, instruktor harcerski, harcmistrz, kapelan WP, naczelny kapelan ZHP (ur. 1895)
  - Zbigniew Pazdro, polski prawnik, ekonomista, polityk (ur. 1873)
  - Artur Radziwiłł, polski ziemianin, porucznik (ur. 1901)
  - Józef Sarna, polski podporucznik rezerwy (ur. 1910)
  - Iwan Zwaryczuk, polski rotmistrz pochodzenia ukraińskiego (ur. 1896)
- 1940:
  - Celina Filipowicz-Osieczkowska, polska historyk sztuki, bizantynolog (ur. 1891)
  - Myron Mathisson, polski fizyk teoretyk, wykładowca akademicki pochodzenia żydowskiego (ur. 1897)
  - Milan Simonović, jugosłowiański adwokat, polityk (ur. 1881)
- 1941 – Karolina Krassowska, polska inżynier rolnictwa, sekretarka Delegata Rządu na Kraj (ur. 1891)
- 1942:
  - Franciszek Drzewiecki, polski orionista, męczennik, błogosławiony (ur. 1908)
  - Martin Tietze, niemiecki saneczkarz, żołnierz (ur. 1908)
- 1943 – Francisco de Asís Vidal y Barraquer, hiszpański duchowny katolicki, arcybiskup Tarragony, kardynał (ur. 1868)
- 1944:
  - Rozalia Celakówna, polska mistyczka katolicka, pielęgniarka, Służebnica Boża (ur. 1901)
  - Wojciech Mencel, polski kapral podchorąży, uczestnik powstania warszawskiego, poeta (ur. 1923)
- 1946 – Petter Larsen, norweski żeglarz sportowy (ur. 1890)
- 1947 – Gustav Adolf Platz, niemiecki architekt (ur. 1881)
- 1948 – Paul Wegener, niemiecki aktor, reżyser filmowy (ur. 1874)
- 1949 – August Krogh, duński fizjolog, laureat Nagrody Nobla (ur. 1874)
- 1951:
  - Geoffrey Forrest Hughes, australijski pilot wojskowy, as myśliwski, adwokat (ur. 1895)
  - Zygmunt Markowski, polski patolog, lekarz chorób wewnętrznych, wykładowca akademicki (ur. 1872)
  - Artur Szyk, amerykański grafik, ilustrator, karykaturzysta, scenograf pochodzenia polsko-żydowskiego (ur. 1894)
- 1952 – Gustav Kleikamp, niemiecki wiceadmirał (ur. 1896)
- 1955 – Ludwik Grosfeld, polski prawnik, polityk (ur. 1889)
- 1956 – Olga Orleńska, polska aktorka (ur. 1894 lub 1889)
- 1957 – Jan Berger, polski historyk literatury niemieckiej (ur. 1889)
- 1958:
  - Ryszard Konopka, polski przedsiębiorca, oficer, kawaler Orderu Virtuti Militari (ur. 1893)
  - Kurt Mayer, niemiecki ślusarz, działacz związkowy, polityk, senator I kadencji Senatu RP, poseł na Sejm Śląski I kadencji (ur. 1879)[4]
  - Russell Mockridge, australijski kolarz torowy i szosowy (ur. 1928)
  - Ruben Um Nyobé, kameruński polityk, działacz narodowy i antykolonialny (ur. 1913)
- 1960 – Leó Weiner, węgierski kompozytor (ur. 1885)
- 1961 – Harry Isaacs, południowoafrykański bokser (ur. 1908)
- 1962 – Stanisław Gąsiorowski, polski archeolog, historyk sztuki (ur. 1897)
- 1963 – Victor Duvant, francuski gimnastyk (ur. 1889)
- 1964 – Jan Mazurkiewicz, oficer Wojska Polskiego, działacz niepodległościowy, kawaler Orderu Virtuti Militari, sędzia, prokurator (ur. 1895)
- 1965 – Marek Gatty-Kostyal, polski chemik, farmaceuta (ur. 1886)
- 1967 – Antoni Lambert Sałustowicz, polski inżynier górniczy (ur. 1899)
- 1968 – Anna Ludwika Czerny, polska romanistka, poetka, pisarka (ur. 1891)
- 1969 – Klaus-Jürgen Kluge, niemiecka ofiara muru berlińskiego (ur. 1948)
- 1971:
  - Andrzej Bieńkowski, polski ekonomista leśnictwa (ur. 1916)
  - Lin Biao, chiński wojskowy, polityk (ur. 1907)
- 1973:
  - Betty Field, amerykańska aktorka (ur. 1913)
  - Sun Fo, chiński polityk, premier Republiki Chińskiej (ur. 1891)
- 1975 – Shikō Munakata, japoński drzeworytnik (ur. 1903)
- 1976:
  - Camilo Ponce Enriquez, ekwadorski polityk, prezydent Ekwadoru (ur. 1912)
  - Olgierd Łotoczko, polski historyk sztuki, konserwator zabytków, działacz teatralny i turystyczny (ur. 1937)
- 1977 – Leopold Stokowski, brytyjski dyrygent pochodzenia polskiego (ur. 1882)
- 1982:
  - Leicester Hemingway, amerykański pisarz (ur. 1915)
  - Marcus Wallenberg, szwedzki żeglarz sportowy (ur. 1899)
- 1984:
  - Aleksander Grabowski, polski generał dywizji (ur. 1923)
  - Stanisław Lachowicz, polski śpiewak operowy, aktor (ur. 1920)
- 1985:
  - Stanisław Jaszkowski, polski aktor (ur. 1920)
  - Odhise Paskali, albański rzeźbiarz (ur. 1903)
- 1987 – Mervyn LeRoy, amerykański aktor, reżyser i producent filmowy (ur. 1900)
- 1988:
  - Jonas Glemža, litewski ekonomista, działacz społeczno-polityczny (ur. 1887)
  - Marian Zdrzałka, polski generał brygady (ur. 1931)
- 1989:
  - Gilles Andriamahazo, madagaskarski generał, polityk, prezydent Madagaskaru (ur. 1919)
  - Zbigniew Rebzda, polski reżyser filmowy (ur. 1942)
- 1990 – Michał Krukowski, polski ekonomista, polityk (ur. 1919)
- 1991:
  - Halina Buyno-Łoza, polska aktorka (ur. 1907)
  - Metin Oktay, turecki piłkarz (ur. 1936)
  - Joe Pasternak, amerykański producent filmowy pochodzenia węgiersko-żydowskiego (ur. 1901)
- 1993 – Pavel Kouba, czeski piłkarz, bramkarz (ur. 1938)
- 1995:
  - Krystyna Gall, polska aktorka, tancerka (ur. 1924)
  - Frank Silva, amerykański aktor, scenograf, dekorator wnętrz pochodzenia portugalskiego (ur. 1950)
- 1996:
  - Tupac Shakur, amerykański raper (ur. 1971)
  - Wiktor Woroszylski, polski prozaik, poeta, tłumacz, recenzet filmowy pochodzenia żydowskiego (ur. 1927)
- 1997:
  - Georges Guétary, francuski pieśniarz, aktor (ur. 1915)
  - Jan Szydlak, polski polityk, poseł na Sejm PRL, wicepremier (ur. 1925)
- 1999 – Benjamin Bloom, amerykański psycholog, pedagog (ur. 1913)
- 2000:
  - Jānis Gilis, łotewski piłkarz, trener (ur. 1943)
  - Jerzy Lipiński, polski kolarz szosowy i przełajowy (ur. 1908)
  - Duane Swanson, amerykański koszykarz (ur. 1913)
- 2001:
  - Jaroslav Drobný, czeski tenisista (ur. 1921)
  - Dorothy McGuire, amerykańska aktorka (ur. 1916)
  - Alex Scott, szkocki piłkarz (ur. 1936)
- 2003:
  - Arthur Rowe, brytyjski lekkoatleta, kulomiot (ur. 1936)
  - Szymon Rusinowicz, polski sztangista (ur. 1930)
- 2004:
  - Andrzej Kłopotowski, polski komandor (ur. 1917)
  - Luis Miramontes, meksykański chemik (ur. 1925)
- 2005:
  - Toni Fritsch, austriacki piłkarz, futbolista (ur. 1945)
  - Julio César Turbay Ayala, kolumbijski polityk, prezydent Kolumbii (ur. 1916)
- 2007 – Abd as-Sattar Abu Risza, iracki szejk, przywódca sunnitów (ur. 1972)
- 2008:
  - Józef Dudek, polski matematyk, nauczyciel akademicki (ur. 1939)
  - Olin Stephens, amerykański konstruktor jachtów (ur. 1908)
- 2009:
  - Clarence Jenkins, amerykański basista, członek zespołu Faith or Fear (ur. 1959)
  - Barbara Różycka-Orszulak, polska polityk, poseł na Sejm RP (ur. 1946)
- 2010 – Jarosław Kukulski, polski kompozytor (ur. 1944)
- 2011:
  - Walter Bonatti, włoski wspinacz (ur. 1930)
  - Richard Hamilton, brytyjski malarz (ur. 1922)
  - DJ Mehdi, francuski didżej, producent muzyczny (ur. 1977)
- 2012:
  - Peter Lougheed, kanadyjski polityk, premier prowincji Alberta (ur. 1928)
  - Włodzimierz Maciąg, polski pisarz, historyk, krytyk literacki (ur. 1925)
  - Marek Siwek, polski wokalista, autor tekstów piosenek (ur. 1958)
  - Otto Stich, szwajcarski polityk, prezydent Szwajcarii (ur. 1927)
  - Bolesław Szczerba, polski generał dywizji (ur. 1925)
- 2013:
  - Tadeusz Karnkowski, polski major pilot (ur. 1917)
  - Antoneta Papapavli, albańska aktorka (ur. 1938)
- 2014:
  - Milan Galić, serbski piłkarz (ur. 1938)
  - Dmitrij Sakunienko, rosyjski łyżwiarz szybki (ur. 1930)
- 2015:
  - Giacomo Leopardi, włoski farmaceuta, polityk (ur. 1928)
  - Moses Malone, amerykański koszykarz (ur. 1955)
- 2016:
  - Artiom Biezrodny, rosyjski piłkarz (ur. 1979)
  - Krzysztof Raczkowiak, polski fotoreporter (ur. 1952)
  - Kazimierz Zakrzewski, polski profesor nauk technicznych (ur. 1938)
- 2017:
  - Pete Domenici, amerykański polityk (ur. 1932)
  - Maciej Jabłoński, polski muzykolog (ur. 1962)
  - Saby Kamalich, peruwiańska aktorka (ur. 1939)
  - Kazimierz Ryczan, polski duchowny katolicki, biskup kielecki (ur. 1939)
  - Władysław Seńko, polski mediewista, historyk filozofii polskiej, tłumacz, edytor (ur. 1928)
  - Frank Vincent, amerykański aktor (ur. 1939)
- 2018:
  - Emmanuel Dabbaghian, syryjski duchowny katolicki, arcybiskup Bagdadu (ur. 1933)
  - Tadeusz Drewnowski, polski dziennikarz, krytyk literacki, publicysta, żołnierz AK (ur. 1926)
- 2019:
  - Rudi Gutendorf, niemiecki piłkarz, trener (ur. 1926)
  - György Konrád, węgierski pisarz (ur. 1933)
  - Eddie Money, amerykański piosenkarz, autor tekstów (ur. 1949)
- 2020:
  - Sabit Brokaj, albański kardiolog, polityk, minister obrony, minister zdrowia (ur. 1942)
  - Bernard Debré, francuski urolog, samorządowiec, polityk, mer Amboise, minister ds. kooperacji (ur. 1944)
  - Raghuvansh Prasad Singh, indyjski polityk, minister rozwoju wsi (ur. 1946)
- 2021:
  - Antony Hewish, brytyjski astrofizyk, radioastronom, laureat Nagrody Nobla (ur. 1924)
  - Borisav Jović, serbski polityk komunistyczny, prezydent Jugosławii (ur. 1928)
  - Krystyna Kołodziejczyk, polska aktorka (ur. 1939)
  - Leroy Sherrier Lewis, kostarykański piłkarz, trener (ur. 1945)
- 2022:
  - Dorota Czykier-Wierzba, polska ekonomistka (ur. 1942)
  - Jean-Luc Godard, francuski reżyser, scenarzysta, producent i krytyk filmowy (ur. 1930)
  - Mieczysław Gogacz, polski filozof, wykładowca akademicki (ur. 1926)
  - Grzegorz Matuszak, polski socjolog, wykładowca akademicki, polityk, senator RP (ur. 1941)
  - Kenneth Starr, amerykański prawnik, niezależny prokurator (ur. 1946)
  - Spiridon Zurnadzis, grecki prawnik, dziennikarz, polityk, eurodeputowany (ur. 1935)
- 2023:
  - Perrie Mans, południowoafrykański snookerzysta (ur. 1940)
  - Piotr Mierzewski, polski lekarz, działacz opozycji antykomunistycznej, urzędnik państwowy, wiceminister zdrowia (ur. 1950)
  - Mircea Snegur, mołdawski agronom, polityk, prezydent Mołdawii (ur. 1940)
  - Roger Whittaker, brytyjski piosenkarz (ur. 1936)
  - Jan Wieczorek, polski duchowny katolicki, biskup pomocniczy opolski, biskup gliwicki (ur. 1935)
- 2024:
  - Eugeniusz Biesiadka, polski entomolog-hydrobiolog (ur. 1945)
  - Wolfgang Gerhardt, niemiecki politolog, polityk, minister nauki i kultury, wicepremier (ur. 1943)
  - Zbigniew Lew-Starowicz, polski psychiatra, psychoterapeuta, seksuolog (ur. 1943)
  - Wojciech Pędich, polski gerontolog, profesor nauk medycznych (ur. 1926)
  - Jan Popczyk, polski inżynier elektrotechnik, profesor nauk technicznych, prezes Polskich Sieci Elektroenergetycznych (ur. 1945)
  - Edward Slattery, amerykański duchowny katolicki, biskup Tulsy (ur. 1940)
  - Milda Vainiutė, litewska prawnik, polityk, minister sprawiedliwości (ur. 1962)